# Jules Morel
Jules Morel (1859 - 1923) was een Zwitsers politicus
Morel was lid van de Radicale Partij van Neuchâtel (Parti radical neuchâtelois), de kantonsafdeling van de federale Vrijzinnig-Democratische Partij (FDP) in het kanton Neuchâtel. Hij was ook lid van de Staatsraad (Conseil d'État) van het kanton Neuchâtel.
Morel was van 1894 tot 1895 voorzitter van de Staatsraad (regeringsleider) van het kanton Neuchâtel.